# NGC 6193
NGC 6193 is een open sterrenhoop in het sterrenbeeld Altaar. Het hemelobject ligt 3765,3 lichtjaar van de Aarde verwijderd en werd op 14 mei 1826 ontdekt door de Schotse astronoom James Dunlop.

## Synoniemen
- OCL 975
- ESO 226-SC20